# Søllinge Sogn
Søllinge Sogn ist eine Kirchspielsgemeinde (dän.: Sogn)
auf der Insel Fyn (dt.: Fünen) im südlichen Dänemark.
Bis 1970 gehörte sie zur Harde Vindinge Herred im damaligen Svendborg Amt, danach zur Ringe Kommune im
Fyns Amt, die im Zuge der  Kommunalreform zum 1. Januar 2007 in der
Faaborg-Midtfyn Kommune in der Region Syddanmark aufgegangen ist.
Im Kirchspiel leben 455 Einwohner, davon 231 im Kirchdorf (Stand: 1. Januar 2023).

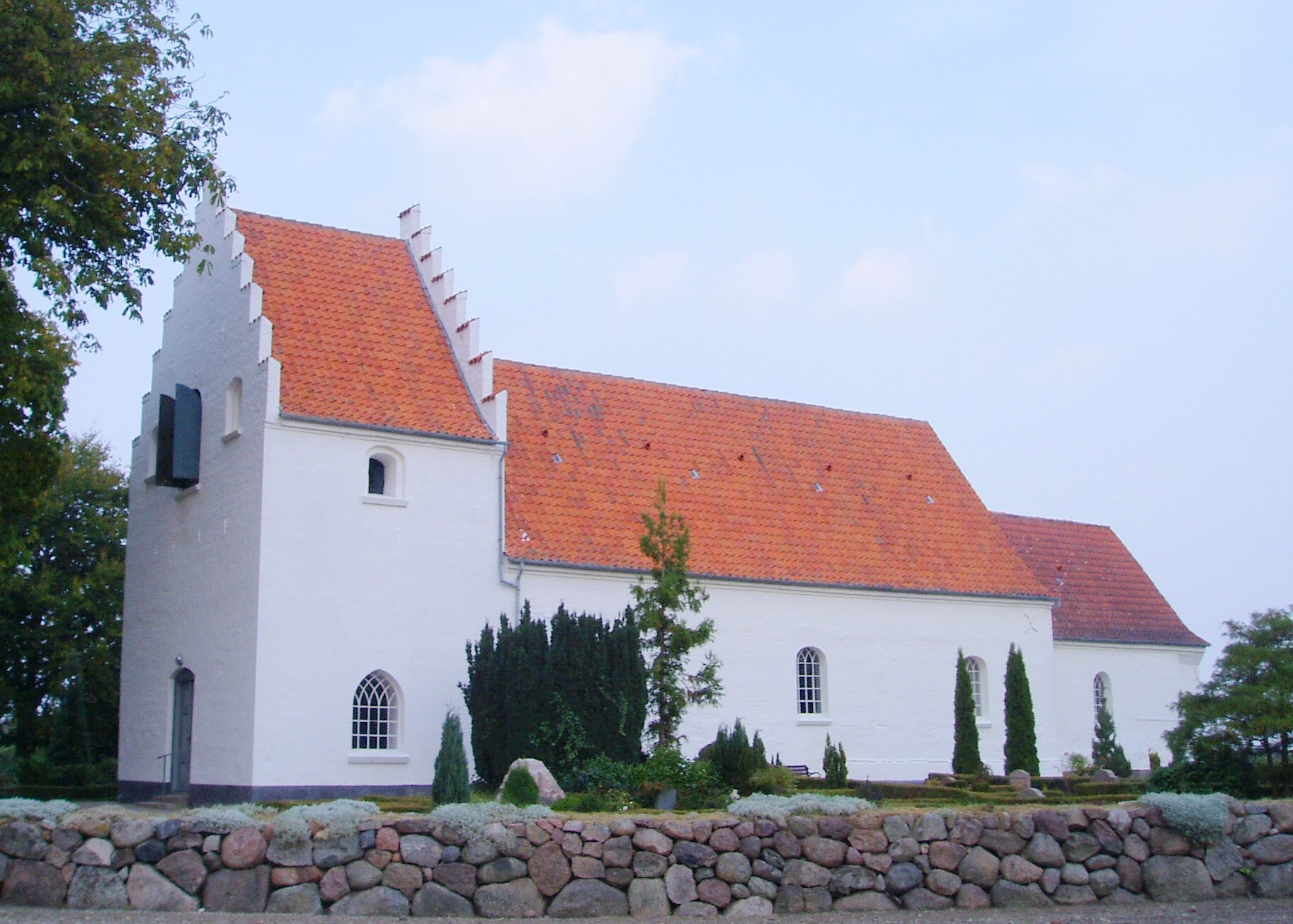
Søllinge Kirke

Im Kirchspiel liegt die Kirche „Søllinge Kirke“.
Nachbargemeinden sind im Süden Ryslinge Sogn, im Südwesten Ringe Sogn, im Westen Sønder Højrup Sogn, im Nordwesten Sønder Nærå Sogn, im Norden Rolfsted Sogn und im Osten Hellerup Sogn, sowie in der südöstlich gelegenen Nyborg Kommune Herrested Sogn.